# Жак Дені Шуазі
Жак Дені Шуазі (фр. Jacques Denys Choisy або фр. Jacques Denis Choisy, 1799–1859) — швейцарський протестантський священик, ботанік та міколог.

## Біографія
Жак Дені Шуазі вивчав теологію, право, гуманітарні та природничі науки у Académie de Genéve. У 1821 році він продовжив свою освіту в Парижі. Під час свого перебування в Парижі, він був прийнятий як член Société d'histoire naturelle. Після його повернення до Женеви у 1824 році, він був призначений головою відділу раціональної філософії в Академії, посаду, яку він займав до 1847 року.
Будучи студентом, ще у Женеві, він опинився під впливом Огюстена Пірама Декандоля, і пристрасть до ботаніки залишилася в нього до кінця життя. Він був співавтором Декандоля у публікації «Prodromus Systematis Naturalis Regni Vegetabilis», його авторству належать розділи про родини рослин Marcgraviaceae, Convolvulaceae, Hydroleaceae, Selaginaceae, Nyctaginaceae, Hypericineae та Guttiferae. The botanical genus Choisya (family Rutaceae) is named in his honor.
Як теолог та філософ він опублікував праці «Des doctrines exclusives en philosophie rationelle» (1828) та «Les lois morales: Fragment d'un cours de philosophie morale» (1836).

## Наукова діяльність
Жак Дені Шуазі спеціалізувався на насіннєвих рослинах та на мікології.

## Почесті
Рід рослин Choisya Kunth був названий на його честь.

## Окремі ботанічні праці
- Prodromus d'une monographie de la famille des hypéricinées, (9 editions issued from 1821 to 1983) — Prodomus of a monograph on Hypericineae.
- Descriptions des Hydroléacées, 1830 — Descriptions of Hydroleaceae.
- Convolvulaceae orientales, 1834 — Convolvulaceae Oriental
- Mémoire sur les familles des Ternstroemiacées et Camelliacées, 1854 — Treatise on the families Ternstroemiaceae and Camelliaceae.[8]